# Peter Hric
Peter Hric (* 7. Juni 1965 in Spišská Nová Ves; † 14. März 2025 in Luxemburg) war ein slowakischer Radrennfahrer.

## Sportliche Laufbahn
Hric war im Straßenradsport und im Querfeldeinrennen (heutige Bezeichnung Cyclocross) aktiv. Er war Teilnehmer der Olympischen Sommerspiele 1996 in Atlanta. Dort startete er im Mountainbikesport und wurde 30. des Rennens. Hrić begann mit 14 Jahren in der Tschechoslowakei mit dem Cyclocross, bestritt dann auch Straßenrennen und Mountainbikerennen. 
Er gewann die Bronzemedaille bei den Junioren-Weltmeisterschaften 1983. Bei den Amateuren wurde er bei den Cyclocross-Weltmeisterschaften 1989 Vierter. 1984 wurde er 8., 1985 6., 1986 9., 1990 10. 
Bei den Profis wurde Hric 1991 17., 1992 18., 1993 21., 1994 23., 1995 21. und 1996 34. Hric startete bei den Weltmeisterschaften bis 1991 für die Tschechoslowakei, danach für die Slowakei. 1991 wurde er Berufsfahrer und übersiedelte nach Luxemburg. Dort startete er für den Verein „LP Muhlenbach“. Er blieb bis 1996 als Profi aktiv. Bei den nationalen Meisterschaften im Querfeldeinrennen wurde Hric 1986 (hinter Ondrej Glajza), 1990 (hinter František Klouček), 1992 (hinter Radomír Šimůnek) Vizemeister, 1989 und 1991 Dritter. Er gewann eine Reihe von Cyclocrossrennen. Dabei waren solche Traditionsrennen wie in Rom, der Ziklokross Igorre und zweimal der Grand Prix Jean Bausch in Luxemburg. 1993 wurde er Dritter der Mountainbike-Europameisterschaften. Auf der Straße wurde Hric 1985 Vierter in der Slowakei-Rundfahrt.